# Função de Legendre
Em matemática, as funções de Legendre Pλ, Qλ e as funções de Legendre associadas Pμ
λ, Qμ
λ são generalizações dos polinômios de Legendre para graus não inteiros.

Gráficos dos polinômios de Legendre associados P(x)

## Equação diferencial
As funções de Legendre associadas são soluções da equação de Legendre
{\displaystyle (1-x^{2})\,y''-2xy'+\left[\lambda (\lambda +1)-{\frac {\mu ^{2}}{1-x^{2}}}\right]\,y=0,\,}
onde os números complexos λ e μ são denominados, respectivamente, grau e ordem das funções de Legendre associadas. As funções de Legendre são as funções de Legendre associadas de ordem μ=0.
Esta é uma equação diferencial linear de segunda ordem com três pontos singulares (em 1, −1 e ∞). Como toda equação deste tipo, ela pode ser convertida em uma equação diferencial hipergeométrica mediante uma mudança de variáveis, e sua solução pode ser expressa usando funções hipergeométricas.

## Definição
Estas funções podem ser definidas para parâmetros e argumentos complexos gerais:
{\displaystyle P_{\lambda }^{\mu }(z)={\frac {1}{\Gamma (1-\mu )}}\left[{\frac {1+z}{1-z}}\right]^{\mu /2}\,_{2}F_{1}(-\lambda ,\lambda +1;1-\mu ;{\frac {1-z}{2}}),\qquad {\text{para }}\ |1-z|<2}
onde {\displaystyle \Gamma } é a função gama e {\displaystyle _{2}F_{1}} é a função hipergeométrica.
A equação diferencial de segunda ordem tem uma segunda solução, 
{\displaystyle Q_{\lambda }^{\mu }(z)}, definida como:
{\displaystyle Q_{\lambda }^{\mu }(z)={\frac {{\sqrt {\pi }}\ \Gamma (\lambda +\mu +1)}{2^{\lambda +1}\Gamma (\lambda +3/2)}}{\frac {e^{i\mu \pi }(z^{2}-1)^{\mu /2}}{z^{\lambda +\mu +1}}}\,_{2}F_{1}\left({\frac {\lambda +\mu +1}{2}},{\frac {\lambda +\mu +2}{2}};\lambda +{\frac {3}{2}};{\frac {1}{z^{2}}}\right),\qquad {\text{para}}\ \ |z|>1.}

## Representação integral
As funções de Legendre podem ser escritas como integrais de contorno. Por exemplo
{\displaystyle P_{\lambda }(z)={\frac {1}{2\pi i}}\int _{1,z}{\frac {(t^{2}-1)^{\lambda }}{2^{\lambda }(t-z)^{\lambda +1}}}dt}
onde os contorno circulam em torno dos pontos 1 e z nos sentidos positivos, mas não circulam o ponto −1. Para x real
{\displaystyle P_{s}(x)={\frac {1}{2\pi }}\int _{-\pi }^{\pi }\left(x+{\sqrt {x^{2}-1}}\cos \theta \right)^{s}d\theta ={\frac {1}{\pi }}\int _{0}^{1}\left(x+{\sqrt {x^{2}-1}}(2t-1)\right)^{s}{\frac {dt}{\sqrt {t(1-t)}}},\qquad s\in \mathbb {C} }